# Eduardo Ferro Rodrigues
Eduardo Luiz Barreto Ferro Rodrigues GCC • GCL (Lisboa, 3 de novembro de 1949) é um economista e político português. Foi secretário-geral do Partido Socialista (2002-2004) e o 14º Presidente da Assembleia da República, na XIII e XIV Legislatura.

## Vida política
Concluiu os estudos secundários no Liceu Francês (Lyceé Français Charles Lepierre) e ingressou em seguida no Instituto Superior de Ciências Económicas e Financeiras, actual ISEG.
Ativista na contestação à ditadura, foi perseguido pela PIDE e, logo após a Revolução de 25 de Abril de 1974, foi um dos fundadores do Movimento de Esquerda Socialista (MES). Neste grupo, fez parte do Comité Central e simultaneamente director do jornal do partido chamado Poder Popular. Desempenhou um relevante papel no período subsequente à Revolução dos Cravos, militaram também Jorge Sampaio ou Alberto Martins, que, tal como Ferro Rodrigues, viriam a aderir ao Partido Socialista.
Foi um dos fundadores dos Grupos Dinamizadores de Unidade Popular e segundo Otelo Saraiva de Carvalho, estes terão sido criados na sua casa na Lapa.
Licenciado em Economia, fez carreira na função pública, sendo técnico superior do Gabinete de Estudos Básicos de Economia Industrial (GEBEI) e, ainda hoje, professor auxiliar convidado no ISCTE – Instituto Universitário de Lisboa.
Afastado do MES, foi convidado por Mário Soares a candidatar-se como independente nas listas do PS, nas eleições legislativas de 1985. Em 1986, inscrevia-se formalmente no PS, sendo reeleito deputado nas legislaturas subsequentes. Com a vitória de António Guterres nas legislativas de 1995, foi nomeado Ministro da Solidariedade e Segurança Social até 1997 e, posteriormente, Ministro do Trabalho e da Solidariedade, pasta em que foi reconduzido na sequência das legislativas de 1999. Em 2001, passou a Ministro do Equipamento Social, cargo que abandonou em 2002, na sequência da demissão de António Guterres.
Nesse mesmo ano, foi eleito secretário-geral do PS. Nas eleições legislativas subsequentes, o seu partido obteve 37,8%, perdendo para os 40,1% do Partido Social Democrata, então liderado por José Manuel Durão Barroso. Em junho de 2003, ainda sob a sua direção, o PS obteve o seu melhor resultado de sempre em eleições para o Parlamento Europeu (44,5%, face a 33,3% do PSD). A 9 de julho de 2004, na sequência da crise política provocada pela decisão do Presidente Jorge Sampaio em nomear um novo governo sob a liderança do PSD, subsequentemente à ida de Durão Barroso para a presidência da Comissão Europeia demitiu-se da liderança do PS. Sucedeu-lhe José Sócrates, que defrontou com sucesso as eleições legislativas de 2005, ganhando com maioria absoluta sobre o PSD de Pedro Santana Lopes.
Em 2005, Ferro Rodrigues passou a assumir o cargo de representante permanente de Portugal junto da OCDE, em Paris. Deixou a OCDE em abril de 2011 para ser candidato às eleições legislativas desse ano. Uma vez eleito deputado, seria em seguida eleito pelos seus pares vice-presidente da Assembleia da República e, após a eleição de António Costa para secretário-geral, em novembro de 2014, passou a presidir ao Grupo Parlamentar do PS, substituindo Carlos Zorrinho.

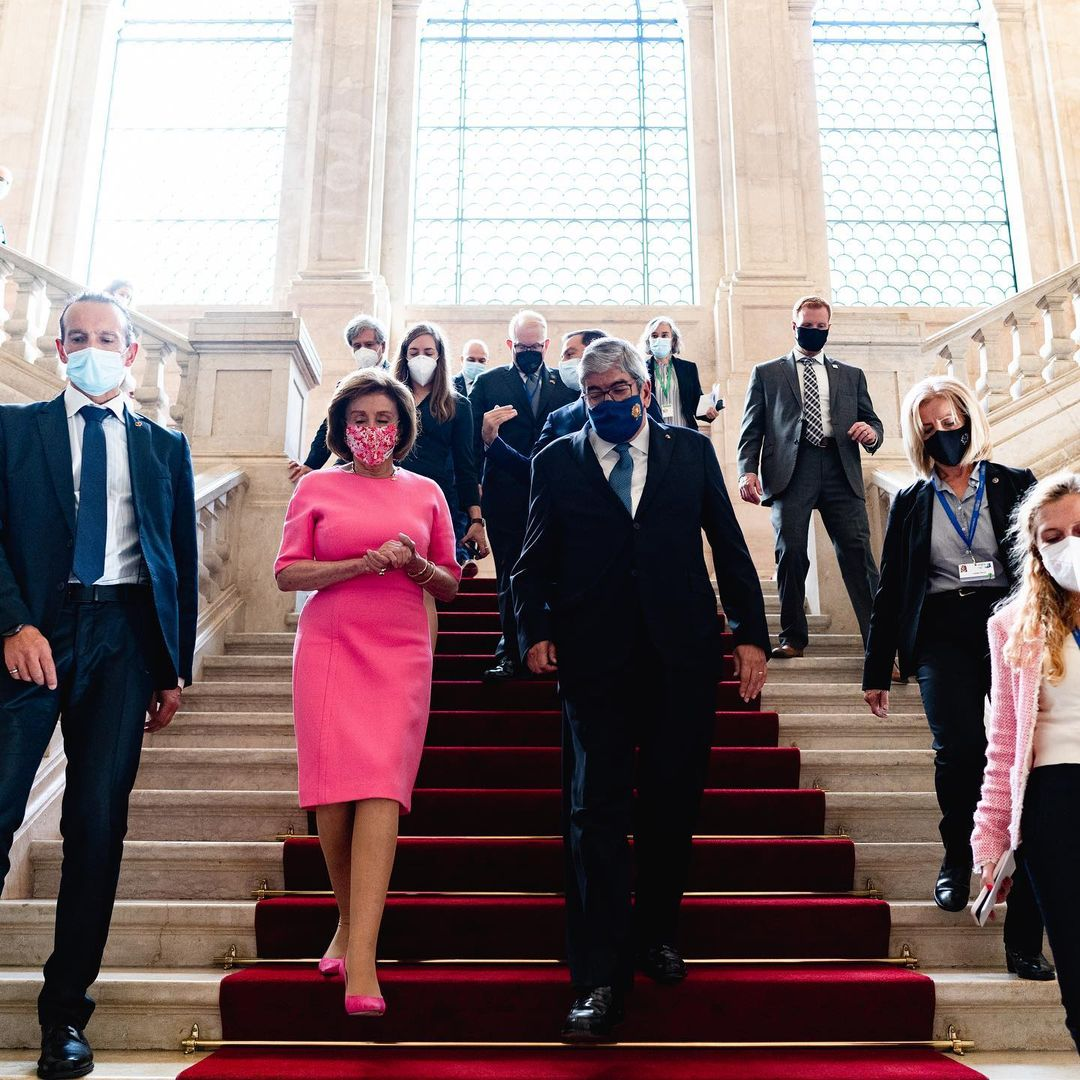
Eduardo Ferro Rodrigues e Nancy Pelosi na Assembleia da República.

Na sequência das legislativas de 2015, seria eleito, em 23 de outubro do mesmo ano, Presidente da Assembleia da República Portuguesa, sob proposta do PS, que contou com o apoio de toda a esquerda parlamentar, da XIII Legislatura, com 120 votos a favor, 108 votos contra (do candidato Fernando Negrão, apoiado por PSD e CDS-PP) e 2 votos em branco. Foi enquanto Presidente da AR, por inerência, membro do Conselho de Estado. Em 25 de outubro de 2019, na sequências das eleições legislativas desse ano, foi novamente eleito Presidente da Assembleia da República para a XIV Legislatura, com 178 votos a favor, 44 contra e oito nulos, tendo cessado funções com o termo da legislatura, em 29 de março de 2022, e optando por não se recandidatar a novo mandato como deputado.

### Condecorações
- Grã-Cruz da Ordem de Mayo da Argentina (18 de junho de 2003)[9]
- Grã-Cruz da Ordem da Liberdade de Portugal (5 de outubro de 2016)[10]
- Excelentíssimo Senhor Grã-Cruz da Real e Distinguida Ordem Espanhola de Carlos III (25 de novembro de 2016)[9]
- Grã-Cruz da Ordem de Honra da Grécia (21 de abril de 2017)[9]
- Grande Oficial da Ordem de Rio Branco do Brasil (25 de novembro de 2021)[11]
- Grã-Cruz da Ordem Militar de Cristo de Portugal (21 de abril de 2022)[10]

## Funções governamentais
- XIII Governo Constitucional
  - Ministro da Solidariedade e Segurança Social
  - Ministro do Trabalho e da Solidariedade
- XIV Governo Constitucional
  - Ministro do Trabalho e da Solidariedade
  - Ministro do Equipamento Social

## Família
Filho de Eduardo Alberto Ferro dos Santos Rodrigues e de sua mulher Marieta Paula Cidade Barreto, é casado com Maria Filomena Lopes Peixoto de Aguilar (Lisboa, 8 de setembro de 1947), economista, de quem teve dois filhos: João Luís de Aguilar Ferro Rodrigues, economista, e Rita Ferro Rodrigues, apresentadora de televisão.

## Escândalo Casa Pia
Em maio de 2003, no âmbito da detenção do deputado do PS, Paulo Pedroso, por suspeita de 15 crimes de abuso sexual de menores, no âmbito do Processo Casa Pia, Ferro Rodrigues surgiu numa conferência de imprensa, ladeado por António Costa, então líder parlamentar do PS, e por Paulo Pedroso. Dirigiu severas críticas à justiça e considerou que a detenção de Paulo Pedroso era uma cabala da coligação PSD/CDS contra o PS, tendo transmitido essa posição, em conversa telefónica com António Costa, a diversas figuras influentes da sociedade portuguesa, a quem transmitia que o caso contra Paulo Pedroso era uma vingança do então presidente do CDS-PP, Paulo Portas, que era visado no processo da Universidade Moderna. Uma vez que as suas conversas telefónicas estavam sob escuta, Ferro Rodrigues afirmou ter conhecimento de que o seu nome estaria também envolvido no Processo Casa Pia, o que foi desmentido pelo então procurador-geral da República, José Souto Moura, mas viria, ainda assim, a ser noticiado pelo Expresso. Ferro Rodrigues referiu que o envolvimento no processo Casa Pia se tratava de uma «calúnia infame» sobre si. Em escutas telefónicas, de maio de 2003, Ferro Rodrigues e António Costa revelaram ter falado do processo Casa Pia, tentando exercer pressão sobre o procurador-geral da República, José Souto Moura, para que este interviesse junto do procurador João Guerra, titular do processo Casa Pia, no sentido de evitar a detenção de Paulo Pedroso. Contudo, ao longo do dia da detenção de Paulo Pedroso, Ferro Rodrigues e António Costa concluíram que a detenção de Paulo Pedroso já era uma decisão exclusivamente dependente do juiz de instrução criminal, Rui Teixeira, e que, consequentemente, um almoço do então presidente da República, Jorge Sampaio, com o procurador-geral da República, no sentido de pressionar Souto Moura para evitar a detenção de Paulo Pedroso, se tinha tornado inútil. António Costa é também escutado a referir que «uma testemunha da judiciária não é fiável», revelando ter conhecimento indevido das testemunhas do processo, e Ferro Rodrigues refere a António Costa que «tou-me cagando [sic] para o segredo de justiça».
Em 2007, motivado por tentativas de o envolverem no Processo Casa Pia, inicia um processo em tribunal contra duas testemunhas do caso Casa Pia por afirmarem «tê-lo visto em casas onde decorriam abusos sexuais». O Tribunal de Lisboa decidiu «não pronunciar» tanto o processo como o recurso, tendo os desembargadores declarado que ninguém pode «ser condenado no exercício do dever legal de prestar declarações.». Apesar das denúncias, nunca chegou a ser indiciado ou a ser constituído arguido no processo. Justificou ainda que os vários telefonemas que constavam das escutas telefónicas no processo para altos dirigentes socialistas aquando da prisão de Paulo Pedroso, pedidos por carta de acesso aos depoimentos dos que o acusavam dirigidos ao Procurador-Geral da República e os contactos com o Presidente da República Jorge Sampaio foram apenas «atitude de autodefesa», garantindo que nunca tentou pressionar os meios judiciais ou a magistratura.

## Resultados eleitorais

### Eleições legislativas
| Data | Partido | Partido | Circulo eleitoral | Posição     | Cl.     | Votos          | %              | +/-        | Status | Notas  | Ref    |
| ---- | ------- | ------- | ----------------- | ----------- | ------- | -------------- | -------------- | ---------- | --- | ------ | ------ |
| 1975 |         | MES     | Lisboa            | 2.º (em 55) | 8.º     | 13 732         | 1,08 / 100,00  |            | Não eleito |        | [ 18 ] |
| 1976 | Setúbal | MES     | 2.º (em 17)       | 9.º         | 2 242   | 0,65 / 100,00  |                | Não eleito | | [ 19 ] |        |
| 1985 |         | PS      | Lisboa            | ?.º (em 56) | 4.º     | 255 030        | 19,80 / 100,00 |            | Não eleito |        | [ 3 ]  |
| 1987 | Aveiro  | PS      | ?.º (em 15)       | 2.º         | 81 675  | 23,31 / 100,00 |                | Não eleito | | [ 20 ] |        |
| 1991 | Lisboa  | PS      | 7.º (em 50)       | 2.º         | 365 112 | 30,26 / 100,00 |                | Eleito     | | [ 21 ] |        |
| 1995 | Lisboa  | PS      | 8.º (em 50)       | 1.º         | 559 551 | 45,07 / 100,00 | 14,81          | Eleito     | Ministro da Solidariedade e Segurança Social (1995–1997) Ministro do Trabalho e da Solidariedade (1997–2001) Ministro do Equipamento Social (2001–2002) | [ 22 ] |        |
| 1999 | Leiria  | PS      | 1.º (em 10)       | 2.º         | 89 593  | 37,57 / 100,00 |                | Eleito     | Ministro da Solidariedade e Segurança Social (1995–1997) Ministro do Trabalho e da Solidariedade (1997–2001) Ministro do Equipamento Social (2001–2002) | [ 23 ] |        |
| 2002 | Lisboa  | PS      | 1.º (em 48)       | 1.º         | 440 790 | 38,66 / 100,00 |                | Eleito     | Secretário-geral do PS (2002–2004) | [ 24 ] |        |
| 2005 | Lisboa  | PS      | 7.º (em 48)       | 1.º         | 523 537 | 45,58 / 100,00 | 6,92           | Eleito     | | [ 25 ] |        |
| 2011 | Lisboa  | PS      | 1.º (em 47)       | 2.º         | 322 034 | 28,68 / 100,00 |                | Eleito     | Vice Presidente da Assembleia da República (2011–2014) Presidente do Grupo Parlamentar do PS (2014–2015)                                                | [ 26 ] |        |
| 2015 | Lisboa  | PS      | 2.º (em 47)       | 2.º         | 386 437 | 34,72 / 100,00 | 6,04           | Eleito     | Presidente da Assembleia da República | [ 27 ] |        |
| 2019 | Lisboa  | PS      | 3.º (em 48)       | 1.º         | 404 015 | 38,13 / 100,00 | 3,41           | Eleito     | Presidente da Assembleia da República | [ 28 ] |        |

## Trabalhos publicados
Tem artigos e trabalhos publicados em vários órgãos de imprensa e colaboração dispersa em revistas e obras colectivas, de que se destaca:
- "Políticas Sociais e Estado Providência: O Financiamento da Segurança Social" (Ed. Fundação Friedrich Ebert)
- "A Especialização de Portugal em Questão" (Ed. B.F.N.)
- "As P.M.E. e o Desafio da Modernização" (Ed. IAPMEI)
- "As Indústrias Ligadas a Recursos naturais: Os Subsistemas Florestal e Minerais não Metálicos" (Ed. LNETI)
- "Emprego e Desemprego, Factos e Argumentos"
- "Proposta de Contrato Social para a Modernização a PCEDED: Um Diagnóstico e Dois Caminhos"
- "A Propósito da especialização Internacional da Economia Portuguesa"
- "Para a História dos Acordos no CPCS"
- "1386-1986 - Portugal Business Partners in Europe" (co-autor)
- "O PCEDED e o PEDIP: No Reino das Contradições", Cadernos de Economia
- "Ascensão e Crise das Exportações Portuguesas" (1965-1973), em Estudos de Economia), co-autor
- "Especialização Internacional, Regulação Económica e Regulação Social - Portugal, 1973-1983" (Análise Social)
- "O Sector Exportador e a Internacionalização da Produção" (Ed. GEBEI)